# غلين هانسن
غلين هانسن (بالإنجليزية: Glenn Hansen)‏ مواليد 21 أبريل 1952 في ديفيلز ليك، هو لاعب كرة سلة أمريكي معتزل. بدأ مسيرته الاحترافية في سنة 1975. تم اختياره من قبل فريق سكرامنتو كينغز خلال الدرافت. يبلغ طوله 6 قدم 4 بوصة (1.9 م). اعتزل اللعب في 1978.

## المسيرة الاحترافية
لعب مع سكرامنتو كينغز من سنة 1975 إلى 1977، ثم لعب مع شيكاغو بولز في سنة 1977، ثم لعب مع سكرامنتو كينغز في سنة 1978.

## روابط خارجية
- غلين هانسن على موقع إن بي أي (الإنجليزية)
- غلين هانسن على موقع سبورتس رفرنس (الإنجليزية)
- غلين هانسن على موقع كلية كرة السلة في سبورتس رفرنس.كوم (الإنجليزية)
- غلين هانسن على موقع ريلجم (الإنجليزية)
- غلين هانسن على موقع بروبوليرز (الإنجليزية)